# AROS 리서치 오퍼레이팅 시스템
AROS 리서치 오퍼레이팅 시스템(AROS Research Operating System)은 아미가OS 3.1 API의 자유-오픈 소스 멀티미디어 중심 구현체이다. 이식성과 유연성을 염두에 두고 설계되었다. 2021년 기준으로 x86 및 파워PC 기반의 개인용 컴퓨터로 이식되어 있으며 네이티브, 호스팅의 선호에 따른 다른 아키텍처용으로도 개발 중이다.

## 같이 보기
- 에뮬레이터
- 가상 머신
- 이식 (컴퓨팅)
- 오픈 소스 소프트웨어
- 모르프OS